# Остров Тамбукту
„Остров Тамбукту“ е приключенски роман на българския писател Марко Марчевски.
Първата част на романа е публикувана от издателство „Народна младеж“, София, през 1956 г. под № 16 от поредицата Библиотека „Приключения и научна фантастика“, с илюстрации от художника Владимир Коренев. Книгата е с формат: 21 см. (1/16 59/84), 287 страници, подвързана с твърди корици, с тираж: 20 000 бр.
Втората и третата част на романа са публикувани от издателство „Народна младеж“, София, през 1957 г. под № 30 от поредицата Библиотека „Приключения и научна фантастика“, с илюстрации от художника Владимир Коренев. Книгата е с формат: 21 см. (1/16 59/84), 231 страници, подвързана с твърди корици, с тираж: 20 000 бр.
Първото пълно издание на романа е публикувано от издателство „Народна младеж“, София, през 1959 г. под № 50 от поредицата Библиотека „Приключения и научна фантастика“, с илюстрации от художника Владимир Коренев. Книгата е с формат: 21 см. (1/16 59/84), 531 страници, подвързана с твърди корици, с тираж: 20 000 бр.

## Сюжет
Внимание:  Текстът по-долу разкрива сюжета на произведението (или части от него)!
Действието на романа се развива на измисления остров Тамбукту по време на Втората световна война. Главният герой – младият българин Антон, бягайки от политическите преследвания в България, е принуден да емигрира в Египет. Тук той се наема на работа при английския плантатор м-р Смит, който има плантация на Кокосовите острови. По време на пътуването към островите яхтата на плантатора претърпява корабокрушение и Антон и няколко от спътниците му попадат на неизвестен остров, чиито жители нямат досег с цивилизацията. Белите хора са подложени на множество опасности, но Антон съумява да се спаси от заловилото го племе, и постепенно установява дружески отношения с обитателите на острова. Той съумява да спечели приятелството на племенните вождове Лахо и Боамбо, но негов смъртен враг е племенният жрец Арики, който се допитва за всичко до „белите листа“, които се оказват оцелелия дневник на Фернандо Магелан. Той е оставен на острова от моряци от неговата експедиция, които случайно откриват острова. Междувременно на остров Тамбукту дебаркират японски войски, а по късно и американски. Антон се опитва да намери разумен компромис между белите завоеватели и местните жители, но това е невъзможно. Антон и неговите другари по съдба – плантатора Смит и капитан Стърн, напускат острова на борда на американския кораб „Линкълн“, а зад тях остава острова, озарен от пожарите, причинени от американските снаряди.

## Последващи издания на български език
- 1970: „Остров Тамбукту“, София, изд. Български писател, 460 с.
- 1973: „Остров Тамбукту“, София, изд. Български писател, 495 с.
- 1985: „Остров Тамбукту“, София, изд. Български писател, 463 с.

## Издания на чужди езици
на руски език
- 1958: „Остров Тамбукту“, София, изд. Нар.култура, 487 с.
- 1960: „Остров Тамбукту“, София, Изд-во лит.на иностр.яз., 487 с.
- 1973: „Остров Тамбукту“, София, изд. София-Пресс, 522 с.
- 1977: „Остров Тамбукту“, София, изд. София-Пресс, 509 с.
- 1989: „Остров Тамбукту“, София, изд. Свят, 480 с.
- 2008: „Остров Тамбукту“, Москва, изд. Вече, 480 с.

на украински език
- 1960: „Острів Тамбукту“, Киiв, изд. ЦК ЛКСМУ „Молодь“, 456 с.